# Office Depot
Office Depot Inc. es una empresa minorista estadounidense de suministros de oficina. Su corporativo se encuentra en Boca Ratón, Florida, Estados Unidos. Sus canales de distribución son variados incluyendo tiendas y entregas por correo. También tiene un fuerte catálogo y operaciones de comercio electrónico proyectado al público general y a grandes empresas. fue fundada en 1986, en Lauderdale Lakes, Florida por tres socios: Pat Sher, Stephen Dougherty y Jack Kopkin. Actualmente opera bajo tres marcas comerciales: Office Depot, OfficeMax, Grand & Toy, Ativa, TUL, Foray, Realspace y DiVOGA.
La división europea abarca en 2005 once países con almacenes o centros logísticos localizados en nueve diferentes países. Las oficinas centrales europeas están basadas en Venlo, Países Bajos.

## Historia
Office Depot fue fundada en octubre de 1988 por F. Patrick Sher, Stephen Doughtery y Jack Kopkin, quienes se convirtieron en el presidente y director ejecutivo de la compañía, el presidente y el vicepresidente ejecutivo, respectivamente.
Los tres estaban anteriormente asociados con el Sr. HOW Warehouse, una compañía de mejoras para el hogar que Sher vendió a Service Merchandise en 1983.[cita requerida] La primera tienda, ubicada en el centro comercial Lakes Mall en Lauderdale Lakes, Florida, se abrió en octubre de 1986. La compañía anunció su oferta pública inicial de acciones y se hizo pública en diciembre de 1988.

### Fusiones y adquisiciones
En abril de 1991, se fusionó con Office Club, que proporcionó una expansión a la Costa Oeste. Office Depot ingresó al mercado de correo directo europeo y australiano, después de adquirir Viking Direct en mayo de 1998.
El 18 de julio de 1997, la Comisión Federal de Comercio (FTC, por sus siglas en inglés) informó que un tribunal de distrito federal en Washington D. C., accedió a su solicitud de una orden judicial preliminar, bloqueando la fusión de Office Depot y Staples como una sola compañía.
En diciembre de 2001, Viking Direct se expandió a Centroamérica con nuevas tiendas minoristas en El Salvador, Guatemala y Costa Rica a través de un acuerdo de licencia conjunta. Office Depot vendió Office Depot Europe (matriz de Viking Direct) a una empresa de inversión en septiembre de 2017.

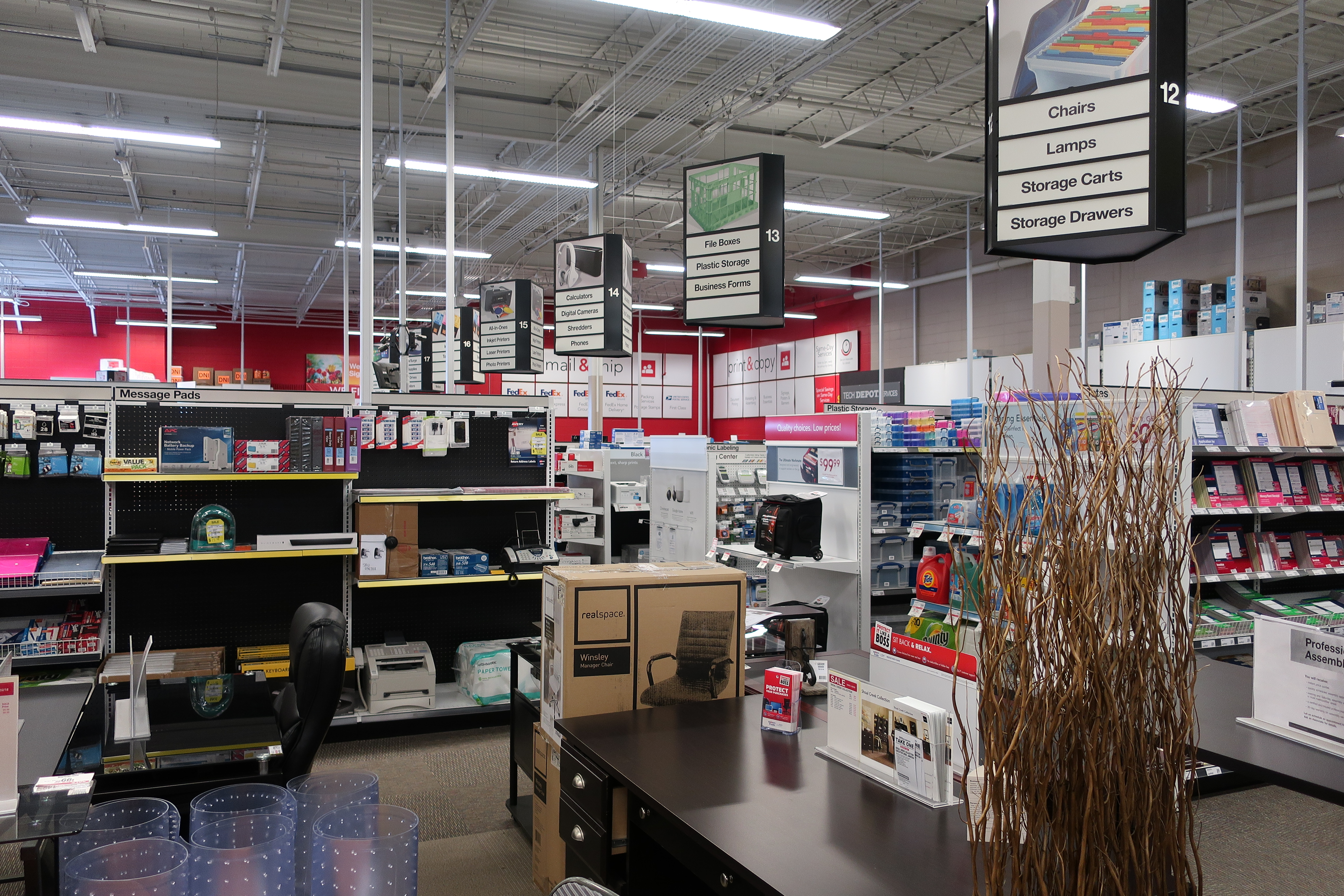
Interior de Office Depot en Gillette, Wyoming

El 20 de febrero de 2013, se anunció que Office Depot y OfficeMax se combinarían en un acuerdo de todas las acciones, pendiente de aprobación regulatoria y aprobación de los accionistas. La fusión se completó el 5 de noviembre de 2013. En mayo de 2014, Office Depot anunció el cierre de cuatrocientas tiendas, debido a la disminución de las ventas y la migración de clientes a minoristas electrónicos.
El 4 de febrero de 2015, se anunció que su rival Staples había acordado comprar Office Depot, en un acuerdo de efectivo y acciones por aproximadamente seis mil trescientos millones de dólares. Sin embargo, la Comisión Federal de Comercio votó para bloquear la fusión en diciembre de 2015. El Tribunal de Distrito de los Estados Unidos para el Distrito de Columbia otorgó a la FTC una orden judicial preliminar contra la fusión el 10 de mayo de 2016, lo que resultó en la terminación de la fusión propuesta.
En enero de 2017, Gerry Smith fue nombrado nuevo CEO de la compañía, a partir del 27 de febrero. Smith era el director de operaciones de Lenovo Group.

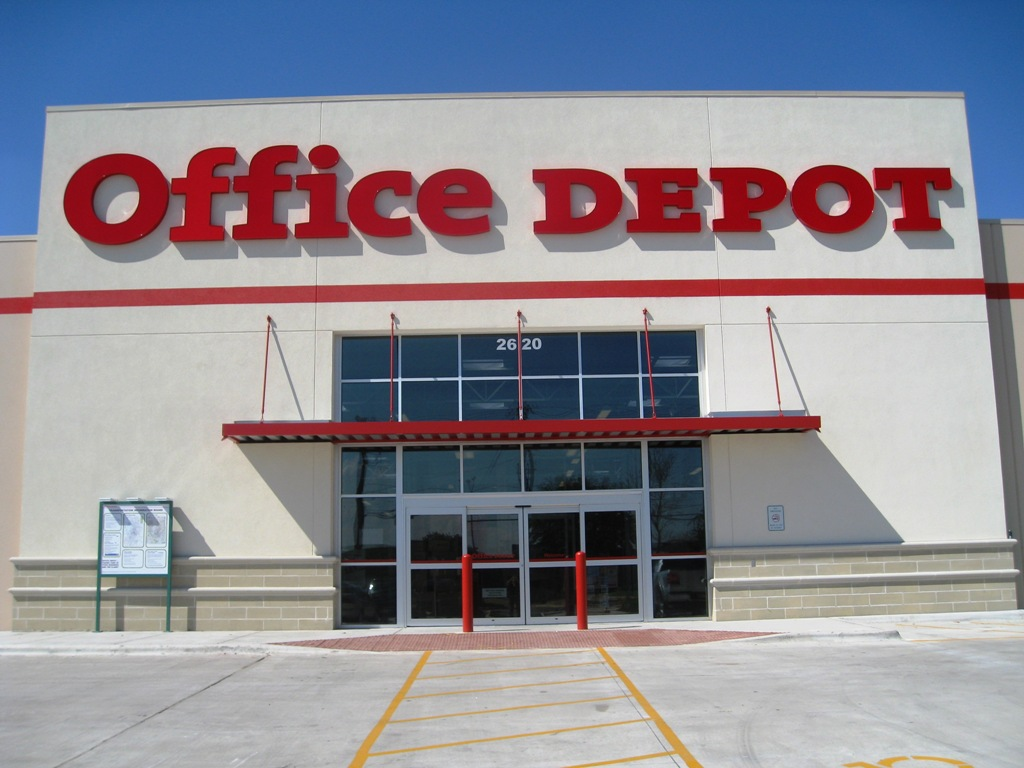
Primera tienda "verde" de Office Depot (ahora cerrada) en Austin, Texas

Office Depot compró la empresa de servicios tecnológicos CompuCom en 2017 para ayudarlo a competir con Amazon Web Services, advirtiendo a los inversores en ese momento que la adquisición mostraría ingresos decepcionantes en el trimestre cuyas ganancias se informarían en mayo de 2019. Las acciones cayeron significativamente a principios de abril de 2019 como un resultado.

### Iniciativas ambientales
Office Depot construyó una tienda minorista certificada LEED Gold en Austin, Texas, en abril de 2008. La sede de Boca Ratón también recibió la certificación LEED Gold en septiembre de 2010.

### Retiro de Colombia
El 20 de septiembre de 2020 Office Depot anunció el cierre de todas sus tiendas en Colombia, las cuales representaban el 3 % de los ingresos consolidados de las operaciones de su matriz, Office Depot México.

## Patrocinios
En enero de 2005, Office Depot se convirtió en socio de NASCAR, con el título de "Socio oficial de productos de oficina de NASCAR". En el mismo año, la compañía firmó como patrocinador principal del Ford Fusion # 99, propiedad de Roush Fenway Racing y previamente conducido por Carl Edwards. Patrocinaron a Edwards hasta el final de la temporada de la Copa Sprint de NASCAR 2008.
En diciembre de 2008, Office Depot anunció que se convertiría en el patrocinador principal principal de Tony Stewart y el Chevrolet n.º 14 en Stewart-Haas Racing en 2009. En septiembre de 2012, Office Depot anunció que no renovaría el patrocinio con Tony Stewart o Stewart. Haas Racing.
Durante la temporada 2011 y 2012 del Fútbol Profesional Colombiano, Office Depot patrocinó al América de Cali
En noviembre de 2012, Office Depot se asoció con la Born This Way Fundation para vender suministros de oficina de edición limitada y dar el 25% de las ganancias a la organización.

## Acuerdo de la FTC
En marzo de 2019, Office Depot y Support.com, Inc., un proveedor de software de soporte técnico con sede en California, acordaron pagar un total de US$35 millones para resolver las acusaciones de la Comisión Federal de Comercio de que las compañías engañaron a los clientes para que compren millones de dólares en La reparación de computadoras y los servicios técnicos al afirmar engañosamente que su software había encontrado síntomas de malware en las computadoras de los clientes.